# چوکورچائیر (اورتاحصار)
چوکورچائیر (به ترکی استانبولی: Çukurçayır) یک منطقهٔ مسکونی در ترکیه است که در ترابزون واقع شده‌است. چوکورچائیر ۱۱٬۰۷۷ نفر جمعیت دارد و ۲۷۵ متر بالاتر از سطح دریا واقع شده‌است.